# Rio Mitcham
Rio Mitcham (30 agosto 1999) è un velocista britannico.

## Carriera
Nel 2023 ha vinto la medaglia d'argento ai Mondiali di Budapest nella staffetta 4×400 m mista e nella 4x400 m maschile.

## Palmarès
| Anno | Manifestazione | Sede              | Evento        | Risultato | Prestazione | Note                                     |
| ---- | -------------- | ----------------- | ------------- | --------- | ----------- | ---------------------------------------- |
| 2022 | Europei        | Monaco di Baviera | 4×400 m       | Oro       | 2'59"35     | [ 2 ]                                    |
| 2023 | Mondiali       | Budapest          | 4×400 m       | Bronzo    | 2'58"71     | Miglior prestazione personale stagionale |
| 2023 | Mondiali       | Budapest          | 4×400 m mista | Argento   | 3'11"06     |                                          |
| 2025 | World Relays   | Guangzhou         | 4x400 m       | 6º        | 3'03"46     |                                          |